# Hörfläche
Die Hörfläche, auch Hörbereich oder Hörfeld, ist jener Frequenz- und Pegelbereich von Schall, der vom menschlichen Gehör wahrgenommen werden kann. Die Hörfläche kann auch das individuelle Hörvermögen eines einzelnen Menschen beschreiben.

Hörfläche des (normalhörenden) Menschen als Schalldruckpegel in Abhängigkeit von der Frequenz. Gestrichelte Linie beschreibt mögliche Hörkurven Veränderung durch übermäßige Hörbelastung (z. B. laute Musik)

Neue Kurven gleicher Lautstärkepegel (Isophone) nach ISO 226:2003

Hörbereiche von Mensch und verschiedenen Tieren. Klammerwerte: Oktavumfang

Die Hörfläche wird unten (d. h. für niedrige Pegel) von der Hörschwelle, also dem gerade noch hörbaren Schalldruckpegel, und oben von der Schmerzschwelle bestimmt. Links wird die Hörfläche von der tiefsten vom Menschen hörbaren Frequenz mit etwa 16 Hz bis 21 Hz und rechts von der höchsten hörbaren Frequenz mit etwa 16.000 Hz bis 20.000 Hz begrenzt. Die Unbehaglichkeitsschwelle liegt auf der Hörfläche etwas unterhalb der Schmerzschwelle und ist ebenfalls frequenzabhängig. Die Hörschwelle liegt zwischen 2.000 Hz und 5.000 Hz am niedrigsten, dort hört der Mensch also am besten, hier treten auch die meisten Laute der gesprochenen Sprache, sowie für den in früheren Zeiten naturverbunden lebenden Menschen wichtige Geräusche (Blätterrascheln, Tierlaute etc.) auf.
Die vier Grenzbereiche der Hörfläche (Hörschwelle, Schmerzschwelle, tiefste- und höchste Frequenz) werden in ihrer Gesamtheit auch als Hörgrenze bezeichnet. Die Hörgrenzen sind individuell sehr unterschiedlich, insbesondere mit dem Alter sinkt die obere Frequenzgenze und die Hörschwelle steigt.
Die Beziehungen des Lautstärkeempfindens innerhalb des Hörfelds können durch Kurven gleicher Lautstärke (Phon) dargestellt werden.
Tiefe Frequenzen unterhalb von 16 Hz werden als Infraschall bezeichnet und hohe Frequenzen über 21.000 Hz als Ultraschall. Infraschall wird nur bei mit sinkender Frequenz stark ansteigenden Pegeln oder über Körperschall als Vibration wahrgenommen.
Die Grenze der Wahrnehmbarkeit bei hohen Frequenzen ist dadurch gekennzeichnet, dass zwar keine Tonwahrnehmung mehr, aber eine Empfindung auftritt, die nicht zugeordnet werden kann. Kinder können teilweise bis 30 kHz hören und auch manche Erwachsene können Töne über 22 kHz wahrnehmen oder entwickeln Krankheitssymptome, auch wenn sie die Töne nicht bewusst wahrnehmen. Viele Tiere können wesentlich höhere Frequenzen als der Mensch hören, z. B. manche Fledermäuse und Nachtfalter bis etwa 200 kHz.
Bei Vorliegen von Hörstörungen kann sich die Hörfläche verkleinern. Auch mit zunehmendem Alter verkleinert sich die Hörfläche oft durch Anstieg der Hörschwelle, insbesondere bei hohen Frequenzen (Presbyakusis). Auch die Unbehaglichkeitsschwelle kann sinken, siehe Recruitment und somit die Hörfläche „von oben“ verkleinern.
Oft werden in das Hörfeld auch zwei kleinere Felder eingezeichnet, das Sprachfeld und das Musikfeld. Das sind jene Frequenz- und Pegelbereiche, die für die Wahrnehmung von Sprache oder Musik besonders wesentlich sind.